# Karl Mejstrik
Karl Mejstrik est un patineur artistique autrichien.

## Biographie

### Carrière sportive
Il est vice-champion d'Autriche en individuel hommes en 1910 et 1911.
Avec Helene Engelmann, il est sacré champion du monde en couple en 1913 et remporte la médaille d'argent en 1914. Le couple est également champion d'Autriche en 1913 et vice-champion d'Autriche en 1914.

## Palmarès
Avec sa partenaire Helene Engelmann
| Compétition             | 1913 | 1914 |  |  |  |  |  |  |  |  |  |  |
| Championnats du monde   | 1er  | 2e   |  |  |  |  |  |  |  |  |  |  |
| Championnats d'Autriche | 1er  | 2e   |  |  |  |  |  |  |  |  |  |  |
|                         |      |      |  |  |  |  |  |  |  |  |  |  |